# Coloração de Wright
A coloração de Wright é uma técnica de coloração histológica que utiliza uma combinação de  corante ácido (eosina, (vermelho) usualmente a variedade eosina Y, que forma um eosinato,  e corante básico (azul de metileno). Facilita a diferenciação dos tipos de células sanguíneas. É usado principalmente para a coloração de  esfregaço de sangue periférico, amostras de urina e medula óssea, biópsia por aspiração por agulha, que são examinadas sob um microscópio ótico. Em citogenética, é usado para colorir cromossomos para facilitar o diagnóstico de síndromes e doenças.
É nomeado devido a James Homer Wright, que inventou a coloração, uma modificação da coloração de Romanowsky, em 1902. Porque distingue facilmente entre as células do sangue, tornou-se amplamente utilizada para diferenciar células brancas do sangue (leucócitos), que são rotineiramente requeridas quando há suspeita de infecções.
As colorações relacionadas são conhecidas como as colorações de Wright tamponadas, a coloração de Wright-Giemsa (uma combinação de colorações de Wright e Giemsa), e a coloração tamponada Wright-Giemsa, e as instruções específicas dependem das soluções utilizadas, que podem incluir eosina Y, azure B, e azul de metileno (algumas preparações comerciais combinam soluções para simplificar a coloração). Entre estas variações encontra-se a coloração de May-Grünwald, a qual produz uma coloração mais intensa, também levando mais tempo para realizar.
As amostras de urina coradas com a coloração Wright identificarão eosinófilos os quais podem indicar nefrite túbulo-intersticial ou infecção do trato urinário 
Glóbulos brancos corados com coloração de Wright: